# گره‌افشانی باز

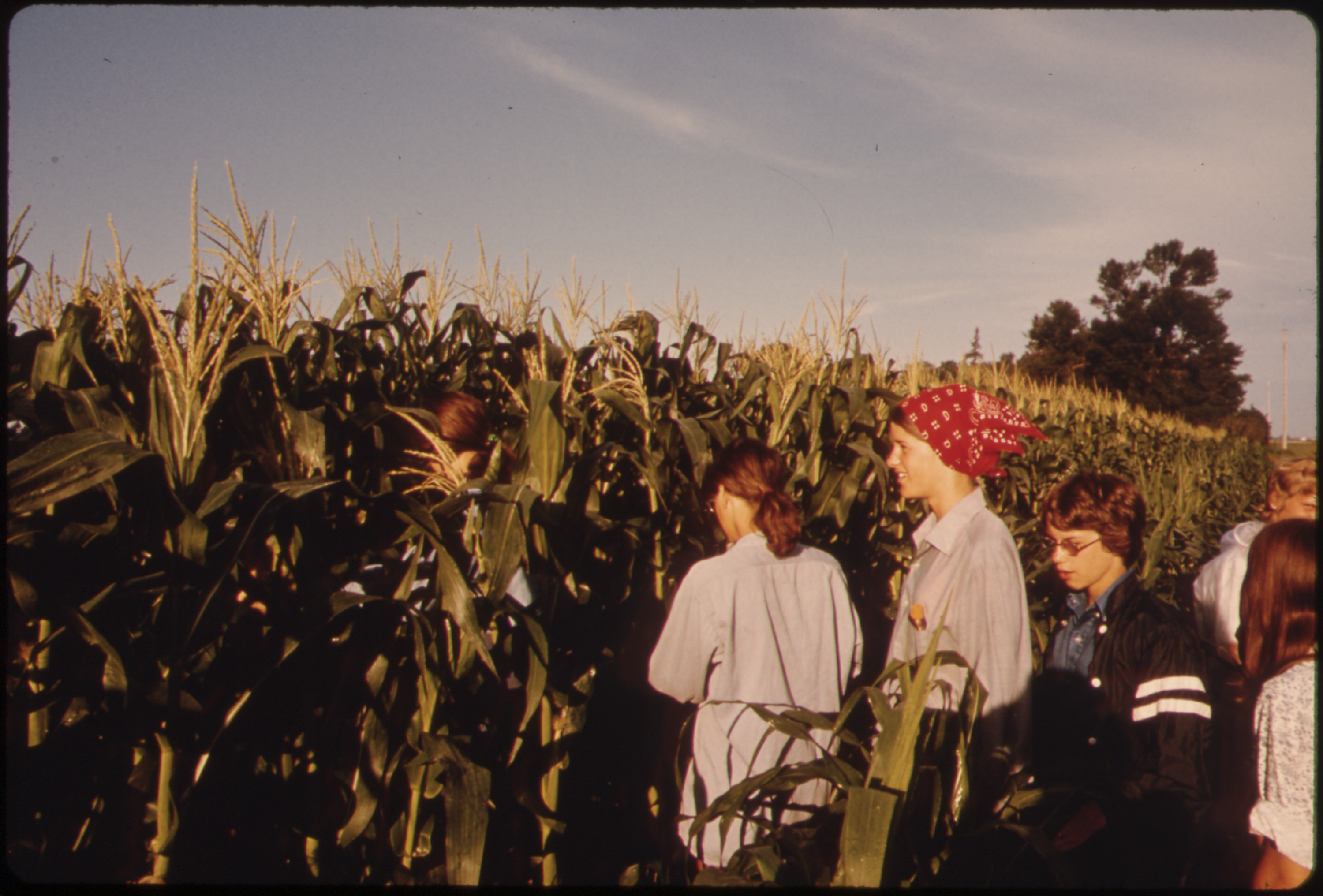
جدا کردن گیاهان ذرت از یک رقم در کشتزاری که دو گونه کاشته شده‌است. گل‌های نر برداشته می‌شوند تا همه دانه‌ها دورگه‌هایی باشند که از رقم دوم گرفته شده‌اند.

گرده‌افشانی باز و گرده‌افشان باز به مفاهیم مختلفی در زمینه تولیدمثل جنسی گیاهان اشاره دارد. به‌طور کلی، این اصطلاح به گیاهانی گفته می‌شود که به‌طور طبیعی توسط پرندگان، حشرات، باد یا دست انسان گرده‌افشانی می‌شوند.